# Mike Tindall
(Vignetta umoristica sul Daily Mail, 21 dicembre 2010, circa il previsto matrimonio di Tindall con Zara Phillips)
Michael James Tindall, detto Mike (Otley, 18 ottobre 1978) è un ex rugbista a 15 e allenatore di rugby britannico, campione del mondo nel 2003 con la Nazionale inglese, già militante nel ruolo di tre quarti centro in English Premiership con Bath e Gloucester del cui staff tecnico fa parte dopo il ritiro da giocatore, avvenuto nel luglio 2014; al momento del ritiro era l’ultimo componente rimasto ancora in attività della squadra inglese che si laureò campione nel 2003.
È noto come marito di Zara Phillips, nipote della Regina Elisabetta II del Regno Unito.

## Biografia
Mike Tindall è figlio d'arte: studiò infatti a Wakefield nel West Yorkshire, dove suo padre Phil era capitano dell'Otley.

### Carriera

#### Bath
Al termine delle superiori entrò subito nel Bath, la cui linea centrale, all'epoca (1997) era formata da Jeremy Guscott e Phil de Glanville, la stessa che Clive Woodward era uso proporre anche in Nazionale inglese. Quando il tecnico decise di ringiovanire la selezione, tuttavia, Tindall fu tra coloro che furono presi in considerazione per un ricambio, e nel 2000 esordì contro l'Irlanda di fianco a Mike Catt.
Col tempo Tindall cementò un'intesa con il compagno di reparto Will Greenwood formando con quest'ultimo un'efficace cerniera di centro/trequarti, e formando la spina dorsale della Nazionale che andò a vincere la Coppa del Mondo di rugby 2003 in Australia: Tindall giocò tutti gli incontri tranne la semifinale, nella quale Woodward gli preferì Catt per via della sua maggiore adattabilità ai campi pesanti. Come molti suoi colleghi di Nazionale, anche Tindall fu costretto a saltare l'attività per lunghi periodi. Nel 2005, per esempio, dovette rinunciare al Sei Nazioni e, di fatto, anche a tutto il resto della stagione, dal momento che non riuscì a trovare la forma migliore neppure nel tour neozelandese dei British Lions.
Contemporaneamente era sopraggiunta anche una controversia economica con il suo club: il Bath, che già aveva adottato una rigorosa politica di tetto salariale, nel febbraio 2005 si rifiutò di rinnovare il contratto a Tindall anche per via del rischio di ulteriori infortuni (nella sua ultima stagione fu indisponibile per larghi periodi a causa di infortuni a inguine e spalle.
Fu così che il giocatore decise di firmare un triennale da 150 000 sterline a stagione con il Gloucester Rugby.

#### Gloucester Rugby
La prima stagione fu segnata dai postumi degli infortuni patiti all'epoca della militanza nel Bath, e Tindall faticò a ritrovare la forma.
La stagione successiva parve ricominciare sotto i migliori auspicî, ma un ennesimo infortunio lo tenne fuori gioco fino al Sei Nazioni 2007, ai cui nastri di partenza comunque si presentò in forma. Ma, di nuovo, in aprile si ruppe una gamba durante un contrasto in un incontro di Premiership a Newcastle, circostanza che gli costò la partecipazione alla Coppa del Mondo in Francia.

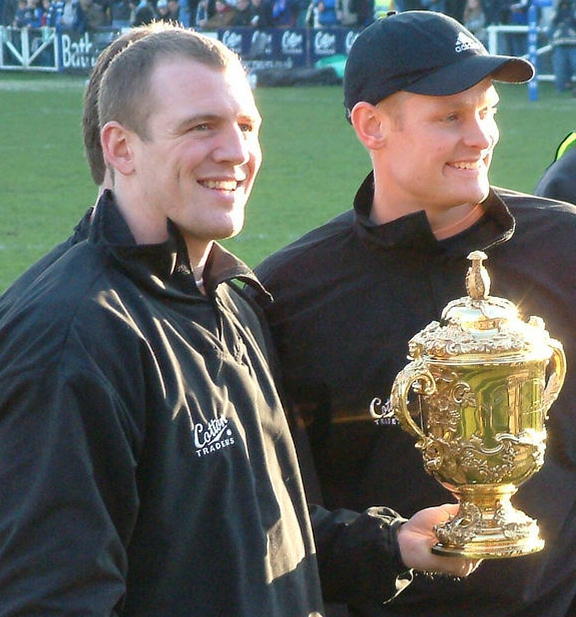
Tindall insieme a Iain Balshaw mostra la Coppa del Mondo vinta nel 2003

A ottobre 2007 Tindall fece ritorno in squadra a Gloucester, ma durante un incontro di Heineken Cup si infortunò a una tibia in un contrasto dalla stessa dinamica di quello in cui, a Newcastle, si ruppe una gamba: il recupero fu più veloce, e il nuovo C.T. inglese Brian Ashton lo incluse nei selezionati ufficiali per il Sei Nazioni 2008.
Nella partita inaugurale di Twickenham contro il Galles, ricadendo al suolo con il torace sopra il piede di un avversario, Tindall si procurò una frattura intercostale che gli causò la perforazione di un polmone e un taglio di 5 centimetri al fegato, con un'emorragia di circa 800 centimetri cubici di sangue. Trasportato in ospedale, fu trattenuto 5 giorni in terapia intensiva. Tindall si dichiarò contento di essere rimasto vivo dopo un infortunio del genere, ma si augurò anche di poter tornare a giocare quanto prima. Nonostante la serie di infortuni il Gloucester gli accordò fiducia e gli rinnovò il contratto per altre 3 stagioni.
Convocato dal nuovo C.T. inglese Martin Johnson per la Coppa del Mondo di rugby 2011 in Nuova Zelanda con i gradi di capitano, Tindall incorse in un incidente disciplinare che compromise il prosieguo di carriera internazionale: dopo la vittoria nella fase a gironi contro l'Argentina per 13-9 Tindall, insieme ad altri suoi compagni di squadra, trascorse la serata in un bar di Queenstown, sobborgo di Otago dove, secondo alcune cronache, avendo ecceduto nel bere tenne comportamenti giudicati non consoni dalla federazione di rugby a 15 dell'Inghilterra, specialmente alla luce del fatto che il quotidiano scandalistico The Sun rivelò i dettagli della nottata; nonostante l'iniziale difesa di Martin Johnson, la Federazione aveva decretato di bandire Tindall dalla Nazionale e di multarlo di 25 000 sterline per comportamento scorretto e per avere indotto Johnson a false dichiarazioni, decisione contro la quale lo stesso Tindall si appellò. Il 29 novembre 2011 la commissione d'appello rimosse il bando e ridusse la multa a 15 000 sterline ritenendo che, fermo restando la condotta non consona, non sussisteva la volontà di Tindall di fuorviare Johnson in quanto il giocatore, essendo al momento dei fatti contestati ubriaco, riferì a Johnson quanto a sua volta riferitogli da altri compagni di squadra. La decisione suscitò critiche e polemiche, la più importante delle quali riguardante il cattivo esempio che i giocatori più in vista possono costituire per i più giovani. La Coppa del Mondo neozelandese costituì, comunque, l'ultimo appuntamento internazionale per Tindall, la cui carriera con l'Inghilterra si chiuse in quel 2011 con 75 incontri in 11 anni di militanza.

#### Ritiro
Già intenzionato a ritirarsi alla fine della stagione 2012-13, Tindall accettò il prolungamento di un'ulteriore stagione con un contratto da allenatore-giocatore; il ritiro definitivo è del luglio 2014 a seguito della decisione del Gloucester di non rinnovargli il contratto da giocatore. Il suo ritiro era giunto quattro giorni dopo quello del suo ex compagno di squadra e di Nazionale (nonché testimone di nozze) Iain Balshaw, a seguito del quale Tindall era rimasto l'ultimo giocatore in attività reduce dalla vittoriosa Coppa del Mondo di rugby 2003.
La stampa, britannica e internazionale, fu concorde nell'affermare che, con il ritiro di Tindall, si era chiusa definitivamente un'era, la più ricca di successi del rugby inglese.
Tra il 2012 e il 2013 Tindall fu anche invitato in diversi incontri dei Barbarians in uno dei quali, a maggio 2013 proprio contro un XV dell'Inghilterra, giocò da capitano.

### Vita privata
Mike Tindall è sposato dal 30 luglio 2011 con Zara Phillips, figlia di Anna, principessa reale, quindi nipote della regina Elisabetta II.
I due si conobbero a Sydney, in Australia, durante la vittoriosa Coppa del Mondo 2003 e annunciarono il loro fidanzamento il 21 dicembre 2010; il matrimonio avvenne a Edimburgo.
La coppia ha due figlie, nate nel 2014 e nel 2018, e un figlio, nato nel 2021.

## Palmarès
- Coppe del mondo: 1
Inghilterra: 2003.
- Heineken Cup: 1
Bath: 1997-98
- Challenge Cup: 1
Gloucester: 2005-06